# Kátia Maciel
Kátia Valeria Maciel Toledo (Rio de Janeiro, 1963) é uma poeta, artista plástica e pesquisadora brasileira.

## Formação acadêmica
Graduou-se em História pela Pontifícia Universidade Católica do Rio de Janeiro em 1984. Em seguida, foi para Paris, onde fez o mestrado na École des Hautes Études en Sciences Sociales, concluído em 1990.
De volta ao Brasil, entrou para a Universidade Federal do Rio de Janeiro, onde começou a lecionar em 1994. Em 1997, concluiu o doutorado pela Escola de Comunicação da UFRJ. Fez o pós-doutorado na Universidade de Gales, em Newport, em 2002, e na Universidade de São Paulo, em 2014. 

## Trajetória artística
Sua obra se constitui de  filmes, vídeos e instalações, tendo como tema principal a anulação do tempo nas relações amorosas e seus clichês. Participou de exposições no Brasil, Colômbia, Equador, Chile, Argentina, México, Estados Unidos, Inglaterra, França, Espanha, Portugal, Alemanha, Lituânia, Suécia e China. 
Recebeu os prêmios Honra ao Mérito Arte e Patrimônio (2013), Caixa Cultural Brasília (2011), Funarte de Estímulo à Criação Artística em Artes Visuais (2010), Rumos Itaucultural (2009), Sérgio Motta (2005),  Petrobrás Mídias digitais (2003), Transmídia Itaúcultural (2002) e Artes Visuais Rioarte (2000), entre outros. Suas obras estão no acervo das coleções Gilberto Chateaubriand, Museu de Arte do Rio, Museu de Arte Moderna de São Paulo, Oi Futuro do Rio de Janeiro e Maison Européenne de la Photographie.

## Exposições individuais
- 2015 -  SUSPENSE 2o capítulo - Parque Lage, Rio de Janeiro
- 2014 -  Répétiton(s) - Maison Européenne de la Photographie, Paris
- 2012 -  Dois, com André Parente - Caixa Cultural, Brasília.
- 2011 - +2, com André Parente - Centro Cultural do Banco do Nordeste, Juazeiro do Norte

Tempobjeto. Galeria Zipper, São Paulo
Infinito Paisage (com André Parente) - Fondación Telefonica, Buenos Aires
“O que se vê, o que e visto: um experiência transcinemas, com Antonio Fatorelli - Oi Futuro de Ipanema
- 2009 - Ondas: Um dia de Nuvens listradas vindas do mar  - Museu da Imagem e do Som, SP

Mareando - Galeria Nara Roesler, São Paulo,
- 2007 - Situação cinema, com André Parente - Museu de Arte Moderna do Rio de Janeiro

Inútil paisagem - Galeria Laura Marsiaj
- 2005 - Keep your distance - Room Gallery, Bristol
- 2003 -  Mantenha distância - Paço das Artes de São Paulo

## Obras publicadas

### Poesia
- 2012 - ZUN - Editora +2
- 2017 - Trailer - 7Letras

### Ensaios
- 2014 - As borboletas voam no escuro: a fotografia de José Oiticica Filho - Editora +2
- 2013- Poesia e videoarte (com Renato Rezende) - Circuito
- 2011 - Infinito Paisaje (com André Parente) - Fundación Telefônica (Buenos Aires)
- 2003 - Poeta, Herói, Idiota: O pensamento de cinema no Brasil - Rios Ambiciosos/ N-Imagem

### Como organizadora
- 2017 - Alto-mar - 7Letras
- 2013 - Instruções para filmes (com Lívia Flores) - Editora +2 e Circuito
- 2012 - Dois (com André Parente) - Editora + 2
- 2011 - Letícia Parente (com André Parente) - Editora + 2
- 2010 - O Livro de Sombras (com André Parente) - Editora +2
- 2009 - O que se vê, o que é visto (com Antonio Fatorelli) - Contracapa, 2009.
- 2009 - Transcinemas - Contracapa
- 2008 - Cinema sim - Itaú Cultural
- 2005 - Brasil experimental: arte e vida: proposições e paradoxos - Contracapa
- 2003 - Redes sensoriais. Arte, ciência e tecnologia - Contracapa
- 1997 - A arte da desaparição - Editora UFRJ